# Референдум о Исламској републици у Ирану
Референдум о Исламској републици у Ирану, референдум одржан 30. и 31. марта 1979. у Ирану поводом успостављања истоименог концепта политичког уређења.
Након што је већина гласала за (подржала предлог), ирански устав из 1906. проглашен је неважећим. Нови устав за Исламску државу створен је и ратификован другим референдумом који се одржао децембра 1979.

## Резултати
| Избор               | Гласова    | %    |
| ------------------- | ---------- | ---- |
| За                  | 20.147.855 | 99,3 |
| Против              | 140.996    | 0,7  |
| Важећи гласови      | 20.288.851 | 100  |
| Извор: Nohlen et al |            |      |

| Избор                                  | Гласова    |
| -------------------------------------- | ---------- |
| Број бирача који су испуњавали услове  | 20.857.391 |
| Стварни број бирача                    | 20.440.108 |
| Излазност                              | 98%        |
| Извор: Iran Social Science Data Portal |            |